# Andreas Alfredsson
Andreas Fredrik Alfredsson, född 15 juli 1976, är en svensk före detta fotbollsspelare (försvarare) som åren 1996–1999 representerade Gais.

## Biografi
Alfredssons moderklubb är Hestrafors IF. Han kom redan som junior till Gais och lyftes upp i A-truppen 1996, då han genast blev ordinarie i division I södra. Gais åkte ur serien, men Alfredsson blev kvar i Gais även i division II, och han var 1998 med om att spela upp klubben i division I igen till säsongen 1999. Han spelade sedan 11 matcher i ettan när Gais kvalificerade sig för Allsvenskan 2000, men följde inte med upp i Allsvenskan utan lämnade Gais efter säsongen 1999.